# 凤台县融媒体中心
凤台县融媒体中心是中华人民共和国安徽省凤台县的广播电视播出机构。2018年12月6日，凤台县广播电视台正式挂牌成立凤台县融媒体中心。凤台县融媒体中心同时归属中共凤台县委宣传部，承担县委的宣传功能。